# Geniates rugicollis
Geniates rugicollis är en skalbaggsart som beskrevs av Lucas 1857. Geniates rugicollis ingår i släktet Geniates och familjen Rutelidae. Inga underarter finns listade i Catalogue of Life.